# Chalán (ort)
Chalán är en ort i Colombia.   Den ligger i departementet Sucre, i den norra delen av landet, 600 km norr om huvudstaden Bogotá. Chalán ligger 289 meter över havet och antalet invånare är 2 897.
Terrängen runt Chalán är kuperad åt nordväst, men åt sydost är den platt. Terrängen runt Chalán sluttar söderut. Runt Chalán är det ganska tätbefolkat, med 116 invånare per kvadratkilometer. Närmaste större samhälle är Ovejas, 9,7 km öster om Chalán. Omgivningarna runt Chalán är huvudsakligen savann.